# Women's Tour Down Under 2024
Women's Tour Down Under var den 16. udgave af det australske etapeløb Women's Tour Down Under. Løbets tre etaper blev kørt fra 12. til 14. januar 2024 omkring Adelaide, og havde en samlet distance på 291,5 km. Der var start i Hahndorf og mål på Willunga Hill. Løbet var første arrangement på UCI Women's World Tour 2024.
Den samlede vinder af løbet blev australske Sarah Gigante fra AG Insurance-Soudal Team.

## Etaperne
| Etape    | Dato     | Start – Mål              | type          | Afstand (km) | Etapevinder           | Førende rytter        |
| -------- | -------- | ------------------------ | ------------- | ------------ | --------------------- | --------------------- |
| 1. etape | 12. jan. | Hahndorf – Campbelltown  | flad etape    | 93,9         | Ally Wollaston        | Ally Wollaston        |
| 2. etape | 13. jan. | Glenelg – Stirling       | kuperet etape | 104,2        | Cecilie Uttrup Ludwig | Cecilie Uttrup Ludwig |
| 3. etape | 14. jan. | Adelaide – Willunga Hill | kuperet etape | 93,4         | Sarah Gigante         | Sarah Gigante         |

### 1. etape
| Hahndorf - Campbelltown | flad etape | (93,9 km) |

| \| Etaperesultat \| Etaperesultat \| Etaperesultat \| Etaperesultat \| Etaperesultat \| \| Rytter \| Rytter \| Hold \| Tid \| \| \| ------------- \| --------------------- \| ------------------------- \| ------------- \| ------------- \| \| 1. \| Ally Wollaston \| AG Insurance-Soudal Team \| 2t 32' 37" \| \| \| 2. \| Georgia Baker \| Liv AlUla Jayco \| + 0" \| \| \| 3. \| Sofia Bertizzolo \| UAE Team ADQ \| + 0" \| \| \| 4. \| Kristýna Burlová \| Lifeplus Wahoo \| + 0" \| \| \| 5. \| Gladys Verhulst \| FDJ-Suez \| + 0" \| \| \| 6. \| Francesca Barale \| Team dsm-firmenich PostNL \| + 0" \| \| \| 7. \| Roxane Fournier \| St Michel-Mavic-Auber 93 \| + 0" \| \| \| 8. \| Cecilie Uttrup Ludwig \| FDJ-Suez \| + 0" \| \| \| 9. \| Soraya Paladin \| Canyon-SRAM Racing \| + 0" \| \| \| 10. \| Amanda Spratt \| Lidl-Trek \| + 0" \| \| |                       |                           |            |
| |                       |                           |            |
| Kilde: ProCyclingStats |                       |                           |            |
| Etaperesultat |                       |                           |            |
| Rytter | Rytter                | Hold                      | Tid        |
| 1. | Ally Wollaston        | AG Insurance-Soudal Team  | 2t 32' 37" |
| 2. | Georgia Baker         | Liv AlUla Jayco           | + 0"       |
| 3. | Sofia Bertizzolo      | UAE Team ADQ              | + 0"       |
| 4. | Kristýna Burlová      | Lifeplus Wahoo            | + 0"       |
| 5. | Gladys Verhulst       | FDJ-Suez                  | + 0"       |
| 6. | Francesca Barale      | Team dsm-firmenich PostNL | + 0"       |
| 7. | Roxane Fournier       | St Michel-Mavic-Auber 93  | + 0"       |
| 8. | Cecilie Uttrup Ludwig | FDJ-Suez                  | + 0"       |
| 9. | Soraya Paladin        | Canyon-SRAM Racing        | + 0"       |
| 10. | Amanda Spratt         | Lidl-Trek                 | + 0"       |

| \| Samlede stilling \| Samlede stilling \| Samlede stilling \| Samlede stilling \| Samlede stilling \| \| Rytter \| Rytter \| Hold \| Tid \| \| \| ---------------- \| ------------------- \| ------------------------ \| ---------------- \| ---------------- \| \| 1. \| Ally Wollaston \| AG Insurance-Soudal Team \| 2t 32' 27" \| \| \| 2. \| Georgia Baker \| Liv AlUla Jayco \| + 2" \| \| \| 3. \| Sofia Bertizzolo \| UAE Team ADQ \| + 6" \| \| \| 4. \| Ruby Roseman-Gannon \| Liv AlUla Jayco \| + 7" \| \| \| 5. \| Katia Ragusa \| Human Powered Health \| + 7" \| \| \| 6. \| India Grangier \| Team Coop-Repsol \| + 8" \| \| \| 7. \| Dominika Włodarczyk \| UAE Team ADQ \| + 9" \| \| \| 8. \| Matilda Raynolds \| Team BridgeLane \| + 9" \| \| \| 9. \| Kristýna Burlová \| Lifeplus Wahoo \| + 10" \| \| \| 10. \| Gladys Verhulst \| FDJ-Suez \| + 10" \| \| |                     |                          |            |
| |                     |                          |            |
| Kilde: ProCyclingStats |                     |                          |            |
| Samlede stilling |                     |                          |            |
| Rytter | Rytter              | Hold                     | Tid        |
| 1. | Ally Wollaston      | AG Insurance-Soudal Team | 2t 32' 27" |
| 2. | Georgia Baker       | Liv AlUla Jayco          | + 2"       |
| 3. | Sofia Bertizzolo    | UAE Team ADQ             | + 6"       |
| 4. | Ruby Roseman-Gannon | Liv AlUla Jayco          | + 7"       |
| 5. | Katia Ragusa        | Human Powered Health     | + 7"       |
| 6. | India Grangier      | Team Coop-Repsol         | + 8"       |
| 7. | Dominika Włodarczyk | UAE Team ADQ             | + 9"       |
| 8. | Matilda Raynolds    | Team BridgeLane          | + 9"       |
| 9. | Kristýna Burlová    | Lifeplus Wahoo           | + 10"      |
| 10. | Gladys Verhulst     | FDJ-Suez                 | + 10"      |

### 2. etape
| Glenelg - Stirling | kuperet etape | (104,2 km) |

| \| Etaperesultat \| Etaperesultat \| Etaperesultat \| Etaperesultat \| Etaperesultat \| \| Rytter \| Rytter \| Hold \| Tid \| \| \| ------------- \| --------------------- \| ------------------------- \| ------------- \| ------------- \| \| 1. \| Cecilie Uttrup Ludwig \| FDJ-Suez \| 2t 54' 28" \| \| \| 2. \| Soraya Paladin \| Canyon-SRAM Racing \| + 0" \| \| \| 3. \| Sofia Bertizzolo \| UAE Team ADQ \| + 0" \| \| \| 4. \| Francesca Barale \| Team dsm-firmenich PostNL \| + 0" \| \| \| 5. \| Heidi Franz \| Lifeplus Wahoo \| + 0" \| \| \| 6. \| Alexandra Manly \| Liv AlUla Jayco \| + 0" \| \| \| 7. \| Amanda Spratt \| Lidl-Trek \| + 0" \| \| \| 8. \| Ruth Winder \| Human Powered Health \| + 0" \| \| \| 9. \| Sarah Gigante \| AG Insurance-Soudal Team \| + 0" \| \| \| 10. \| Ruby Roseman-Gannon \| Liv AlUla Jayco \| + 0" \| \| |                       |                           |            |
| |                       |                           |            |
| Kilde: ProCyclingStats |                       |                           |            |
| Etaperesultat |                       |                           |            |
| Rytter | Rytter                | Hold                      | Tid        |
| 1. | Cecilie Uttrup Ludwig | FDJ-Suez                  | 2t 54' 28" |
| 2. | Soraya Paladin        | Canyon-SRAM Racing        | + 0"       |
| 3. | Sofia Bertizzolo      | UAE Team ADQ              | + 0"       |
| 4. | Francesca Barale      | Team dsm-firmenich PostNL | + 0"       |
| 5. | Heidi Franz           | Lifeplus Wahoo            | + 0"       |
| 6. | Alexandra Manly       | Liv AlUla Jayco           | + 0"       |
| 7. | Amanda Spratt         | Lidl-Trek                 | + 0"       |
| 8. | Ruth Winder           | Human Powered Health      | + 0"       |
| 9. | Sarah Gigante         | AG Insurance-Soudal Team  | + 0"       |
| 10. | Ruby Roseman-Gannon   | Liv AlUla Jayco           | + 0"       |

| \| Samlede stilling \| Samlede stilling \| Samlede stilling \| Samlede stilling \| Samlede stilling \| \| Rytter \| Rytter \| Hold \| Tid \| \| \| ---------------- \| --------------------- \| -------------------------- \| ---------------- \| ---------------- \| \| 1. \| Cecilie Uttrup Ludwig \| FDJ-Suez \| 5t 26' 55" \| \| \| 2. \| Sofia Bertizzolo \| UAE Team ADQ \| + 2" \| \| \| 3. \| Ruby Roseman-Gannon \| Liv AlUla Jayco \| + 3" \| \| \| 4. \| Dominika Włodarczyk \| UAE Team ADQ \| + 3" \| \| \| 5. \| Soraya Paladin \| Canyon-SRAM Racing \| + 4" \| \| \| 6. \| India Grangier \| Team Coop-Repsol \| + 8" \| \| \| 7. \| Francesca Barale \| Team dsm-firmenich PostNL \| + 10" \| \| \| 8. \| Amanda Spratt \| Lidl-Trek \| + 10" \| \| \| 9. \| Lieke Nooijen \| Team Visma \\| Lease a Bike \| + 10" \| \| \| 10. \| Nienke Vinke \| Team dsm-firmenich PostNL \| + 10" \| \| |                       |                            |            |
| |                       |                            |            |
| Kilde: ProCyclingStats |                       |                            |            |
| Samlede stilling |                       |                            |            |
| Rytter | Rytter                | Hold                       | Tid        |
| 1. | Cecilie Uttrup Ludwig | FDJ-Suez                   | 5t 26' 55" |
| 2. | Sofia Bertizzolo      | UAE Team ADQ               | + 2"       |
| 3. | Ruby Roseman-Gannon   | Liv AlUla Jayco            | + 3"       |
| 4. | Dominika Włodarczyk   | UAE Team ADQ               | + 3"       |
| 5. | Soraya Paladin        | Canyon-SRAM Racing         | + 4"       |
| 6. | India Grangier        | Team Coop-Repsol           | + 8"       |
| 7. | Francesca Barale      | Team dsm-firmenich PostNL  | + 10"      |
| 8. | Amanda Spratt         | Lidl-Trek                  | + 10"      |
| 9. | Lieke Nooijen         | Team Visma \| Lease a Bike | + 10"      |
| 10. | Nienke Vinke          | Team dsm-firmenich PostNL  | + 10"      |

### 3. etape
| Adelaide - Willunga Hill | kuperet etape | (93,4 km) |

| \| Etaperesultat \| Etaperesultat \| Etaperesultat \| Etaperesultat \| Etaperesultat \| \| Rytter \| Rytter \| Hold \| Tid \| \| \| ------------- \| ------------------- \| -------------------------- \| ------------- \| ------------- \| \| 1. \| Sarah Gigante \| AG Insurance-Soudal Team \| 2t 30' 38" \| \| \| 2. \| Nienke Vinke \| Team dsm-firmenich PostNL \| + 16" \| \| \| 3. \| Neve Bradbury \| Canyon-SRAM Racing \| + 27" \| \| \| 4. \| Amanda Spratt \| Lidl-Trek \| + 27" \| \| \| 5. \| Dominika Włodarczyk \| UAE Team ADQ \| + 46" \| \| \| 6. \| Victorie Guilman \| St Michel-Mavic-Auber 93 \| + 47" \| \| \| 7. \| Ella Wyllie \| Liv AlUla Jayco \| + 47" \| \| \| 8. \| Maud Oudeman \| Team Visma \\| Lease a Bike \| + 47" \| \| \| 9. \| Rosita Reijnhout \| Team Visma \\| Lease a Bike \| + 47" \| \| \| 10. \| Julie Van de Velde \| AG Insurance-Soudal Team \| + 47" \| \| |                     |                            |            |
| |                     |                            |            |
| Kilde: ProCyclingStats |                     |                            |            |
| Etaperesultat |                     |                            |            |
| Rytter | Rytter              | Hold                       | Tid        |
| 1. | Sarah Gigante       | AG Insurance-Soudal Team   | 2t 30' 38" |
| 2. | Nienke Vinke        | Team dsm-firmenich PostNL  | + 16"      |
| 3. | Neve Bradbury       | Canyon-SRAM Racing         | + 27"      |
| 4. | Amanda Spratt       | Lidl-Trek                  | + 27"      |
| 5. | Dominika Włodarczyk | UAE Team ADQ               | + 46"      |
| 6. | Victorie Guilman    | St Michel-Mavic-Auber 93   | + 47"      |
| 7. | Ella Wyllie         | Liv AlUla Jayco            | + 47"      |
| 8. | Maud Oudeman        | Team Visma \| Lease a Bike | + 47"      |
| 9. | Rosita Reijnhout    | Team Visma \| Lease a Bike | + 47"      |
| 10. | Julie Van de Velde  | AG Insurance-Soudal Team   | + 47"      |

## Trøjernes fordeling gennem løbet
| Etape    |               | Vinder _              | Samlede stilling      | Bjergtrøje   | Sprinttrøje      | Ungdomstrøje     | Holdkonkurrence _         |
| -------- | ------------- | --------------------- | --------------------- | ------------ | ---------------- | ---------------- | ------------------------- |
| 1. etape | flad etape    | Ally Wollaston        | Ally Wollaston        | Katia Ragusa | Ally Wollaston   | Kristýna Burlová | Lifeplus Wahoo            |
| 2. etape | kuperet etape | Cecilie Uttrup Ludwig | Cecilie Uttrup Ludwig | Katia Ragusa | Sofia Bertizzolo | Francesca Barale | UAE Team ADQ              |
| 3. etape | kuperet etape | Sarah Gigante         | Sarah Gigante         | Katia Ragusa | Sofia Bertizzolo | Nienke Vinke     | Team dsm-firmenich PostNL |
| Samlet   | Samlet        |                       | Sarah Gigante         | Katia Ragusa | Sofia Bertizzolo | Nienke Vinke     | ikke uddelt               |

## Resultater

### Samlede stilling
| \| Samlede stilling \| Samlede stilling \| Samlede stilling \| Samlede stilling \| Samlede stilling \| \| Rytter \| Rytter \| Hold \| Tid \| \| \| ---------------- \| --------------------- \| ------------------------- \| ---------------- \| ---------------- \| \| 1. \| Sarah Gigante \| AG Insurance-Soudal Team \| 7t 57' 33" \| \| \| 2. \| Nienke Vinke \| Team dsm-firmenich PostNL \| + 20" \| \| \| 3. \| Neve Bradbury \| Canyon-SRAM Racing \| + 33" \| \| \| 4. \| Amanda Spratt \| Lidl-Trek \| + 37" \| \| \| 5. \| Dominika Włodarczyk \| UAE Team ADQ \| + 44" \| \| \| 6. \| Victorie Guilman \| St Michel-Mavic-Auber 93 \| + 57" \| \| \| 7. \| Ella Wyllie \| Liv AlUla Jayco \| + 57" \| \| \| 8. \| Julie Van de Velde \| AG Insurance-Soudal Team \| + 57" \| \| \| 9. \| Cecilie Uttrup Ludwig \| FDJ-Suez \| + 1' 02" \| \| \| 10. \| Nicole Frain \| Australien \| + 1' 02" \| \| |                       |                           |            |
| |                       |                           |            |
| Kilde: ProCyclingStats |                       |                           |            |
| Samlede stilling |                       |                           |            |
| Rytter | Rytter                | Hold                      | Tid        |
| 1. | Sarah Gigante         | AG Insurance-Soudal Team  | 7t 57' 33" |
| 2. | Nienke Vinke          | Team dsm-firmenich PostNL | + 20"      |
| 3. | Neve Bradbury         | Canyon-SRAM Racing        | + 33"      |
| 4. | Amanda Spratt         | Lidl-Trek                 | + 37"      |
| 5. | Dominika Włodarczyk   | UAE Team ADQ              | + 44"      |
| 6. | Victorie Guilman      | St Michel-Mavic-Auber 93  | + 57"      |
| 7. | Ella Wyllie           | Liv AlUla Jayco           | + 57"      |
| 8. | Julie Van de Velde    | AG Insurance-Soudal Team  | + 57"      |
| 9. | Cecilie Uttrup Ludwig | FDJ-Suez                  | + 1' 02"   |
| 10. | Nicole Frain          | Australien                | + 1' 02"   |

### Pointkonkurrencen
| Pointkonkurrence | Pointkonkurrence      | Pointkonkurrence          | Pointkonkurrence | Pointkonkurrence |
| Rytter           | Rytter                | Hold                      | Point            |                  |
| ---------------- | --------------------- | ------------------------- | ---------------- | ---------------- |
| 1.               | Sofia Bertizzolo      | UAE Team ADQ              | 44 point         |                  |
| 2.               | Cecilie Uttrup Ludwig | FDJ-Suez                  | 43 point         |                  |
| 3.               | Francesca Barale      | Team dsm-firmenich PostNL | 37 point         |                  |
| 4.               | Soraya Paladin        | Canyon-SRAM Racing        | 34 point         |                  |
| 5.               | Amanda Spratt         | Lidl-Trek                 | 33 point         |                  |
| 6.               | Ally Wollaston        | AG Insurance-Soudal Team  | 30 point         |                  |
| 7.               | Sarah Gigante         | AG Insurance-Soudal Team  | 29 point         |                  |
| 8.               | Georgia Baker         | Liv AlUla Jayco           | 28 point         |                  |
| 9.               | Dominika Włodarczyk   | UAE Team ADQ              | 27 point         |                  |
| 10.              | Ruby Roseman-Gannon   | Liv AlUla Jayco           | 23 point         |                  |

### Bjergkonkurrencen
| Bjergkonkurrence | Bjergkonkurrence      | Bjergkonkurrence          | Bjergkonkurrence | Bjergkonkurrence |
| Rytter           | Rytter                | Hold                      | Point            |                  |
| ---------------- | --------------------- | ------------------------- | ---------------- | ---------------- |
| 1.               | Katia Ragusa          | Human Powered Health      | 37 point         |                  |
| 2.               | Cecilie Uttrup Ludwig | FDJ-Suez                  | 12 point         |                  |
| 3.               | Sarah Gigante         | AG Insurance-Soudal Team  | 10 point         |                  |
| 4.               | Nienke Vinke          | Team dsm-firmenich PostNL | 6 point          |                  |
| 5.               | India Grangier        | Team Coop-Repsol          | 6 point          |                  |
| 6.               | Sophie Edwards        | Ara-Skip Capital          | 6 point          |                  |
| 7.               | Lily Williams         | Human Powered Health      | 6 point          |                  |
| 8.               | Amanda Spratt         | Lidl-Trek                 | 4 point          |                  |
| 9.               | Ruth Winder           | Human Powered Health      | 4 point          |                  |
| 10.              | Matilda Raynolds      | Team BridgeLane           | 4 point          |                  |

### Ungdomskonkurrencen
| Ungdomskonkurrence | Ungdomskonkurrence | Ungdomskonkurrence         | Ungdomskonkurrence | Ungdomskonkurrence |
| Rytter             | Rytter             | Hold                       | Tid                |                    |
| ------------------ | ------------------ | -------------------------- | ------------------ | ------------------ |
| 1.                 | Nienke Vinke       | Team dsm-firmenich PostNL  | 7t 57' 53"         |                    |
| 2.                 | Neve Bradbury      | Canyon-SRAM Racing         | + 13"              |                    |
| 3.                 | Ella Wyllie        | Liv AlUla Jayco            | + 37"              |                    |
| 4.                 | Francesca Barale   | Team dsm-firmenich PostNL  | + 45"              |                    |
| 5.                 | Maud Oudeman       | Team Visma \| Lease a Bike | + 47"              |                    |
| 6.                 | Rosita Reijnhout   | Team Visma \| Lease a Bike | + 47"              |                    |
| 7.                 | Marion Bunel       | St Michel-Mavic-Auber 93   | + 55"              |                    |
| 8.                 | Ella Simpson       | Ara-Skip Capital           | + 1' 04"           |                    |
| 9.                 | Alice Towers       | Canyon-SRAM Racing         | + 1' 08"           |                    |
| 10.                | Abi Smith          | Team dsm-firmenich PostNL  | + 1' 38"           |                    |

### Holdkonkurrencen
| Holdkonkurrence | Holdkonkurrence | Holdkonkurrence | Holdkonkurrence |
| Hold            | Hold            | Tid             |                 |
| --------------- | --------------- | --------------- | --------------- |

## Hold og ryttere
| UCI Women's WorldTeams (9)- AG Insurance-Soudal Team - Canyon-SRAM Racing - FDJ-Suez - Human Powered Health - Lidl-Trek - Liv AlUla Jayco - Team Visma \| Lease a Bike - Team DSM-Firmenich PostNL - UAE Team ADQ UCI Women's Kontinentalhold (6)- Team BridgeLane - Ara-Skip Capital - Lifeplus Wahoo - St Michel-Mavic-Auber93 - Team Coop-Repsol - Tashkent City Women Professional Cycling Team Landshold- Australien |
| |

### Danske ryttere
| Danske ryttere på startlisten |                       |                 |           |
| Rygnummer                     | Rytter                | Hold            | Placering |
| 4                             | Cecilie Uttrup Ludwig | FDJ-Suez        | 9         |
| 101                           | Amanda Poulsen        | Team BridgeLane | 79        |

* DNF = gennemførte ikke

### Startliste
| FDJ-Suez FST | FDJ-Suez FST                | FDJ-Suez FST |
| ------------ | --------------------------- | ------------ |
| Nr.          | Rytter                      | Placering    |
| 1            | Grace Brown (AUS)           | 42.          |
| 2            | Nina Buysman (NED)          | 45.          |
| 3            | Coralie Demay (FRA)         | 71.          |
| 4            | Cecilie Uttrup Ludwig (DEN) | 9.           |
| 5            | Évita Muzic (FRA)           | 22.          |
| 6            | Gladys Verhulst (FRA)       | 62.          |

| Lidl-Trek LTK | Lidl-Trek LTK                   | Lidl-Trek LTK |
| ------------- | ------------------------------- | ------------- |
| Nr.           | Rytter                          | Placering     |
| 11            | Amanda Spratt (AUS)             | 4.            |
| 12            | Brodie Chapman (AUS)            | 24.           |
| 13            | Lauretta Hanson (AUS)           | 31.           |
| 14            | Ilaria Sanguineti (ITA)         | 69.           |
| 15            | Elynor Bäckstedt (GBR)          | 76.           |
| 16            | Felicity Wilson-Haffenden (AUS) | 84.           |

| Liv AlUla Jayco LAJ | Liv AlUla Jayco LAJ       | Liv AlUla Jayco LAJ |
| ------------------- | ------------------------- | ------------------- |
| Nr.                 | Rytter                    | Placering           |
| 21                  | Alexandra Manly (AUS)     | 39.                 |
| 22                  | Amber Pate (AUS)          | 37.                 |
| 23                  | Ella Wyllie (NZL)         | 7.                  |
| 24                  | Georgia Baker (AUS)       | 47.                 |
| 25                  | Georgie Howe (AUS)        | 49.                 |
| 26                  | Ruby Roseman-Gannon (AUS) | 14.                 |

| Human Powered Health HPH | Human Powered Health HPH      | Human Powered Health HPH |
| ------------------------ | ----------------------------- | ------------------------ |
| Nr.                      | Rytter                        | Placering                |
| 31                       | Audrey Cordon-Ragot (FRA)     | 78.                      |
| 32                       | Ruth Winder (USA)             | 16.                      |
| 33                       | Lily Williams (USA)           | 63.                      |
| 34                       | Henrietta Christie (NZL)      | DNS-2                    |
| 35                       | Katia Ragusa (ITA)            | 40.                      |
| 36                       | Kristabel Doebel-Hickok (USA) | 55.                      |

| Canyon-SRAM Racing CSR | Canyon-SRAM Racing CSR | Canyon-SRAM Racing CSR |
| ---------------------- | ---------------------- | ---------------------- |
| Nr.                    | Rytter                 | Placering              |
| 41                     | Neve Bradbury (AUS)    | 3.                     |
| 42                     | Tiffany Cromwell (AUS) | 34.                    |
| 43                     | Alex Morrice (GBR)     | 73.                    |
| 44                     | Soraya Paladin (ITA)   | 17.                    |
| 45                     | Alice Towers (GBR)     | 20.                    |

| Team Visma \| Lease a Bike TVL | Team Visma \| Lease a Bike TVL | Team Visma \| Lease a Bike TVL |
| ------------------------------ | ------------------------------ | ------------------------------ |
| Nr.                            | Rytter                         | Placering                      |
| 51                             | Linda Riedmann (GER)           | 52.                            |
| 52                             | Maud Oudeman (NED)             | 12.                            |
| 53                             | Rosita Reijnhout (NED)         | 13.                            |
| 54                             | Nienke Veenhoven (NED)         | 72.                            |
| 55                             | Mijntje Geurts (NED)           | 75.                            |
| 56                             | Lieke Nooijen (NED)            | 29.                            |

| UAE Team ADQ UAD | UAE Team ADQ UAD          | UAE Team ADQ UAD |
| ---------------- | ------------------------- | ---------------- |
| Nr.              | Rytter                    | Placering        |
| 61               | Safiya Al Sayegh (UAE)    | DNF-2            |
| 62               | Sofia Bertizzolo (ITA)    | 26.              |
| 63               | Eugenia Bujak (SLO)       | 30.              |
| 64               | Anastasia Carbonari (LAT) | 74.              |
| 65               | Mikayla Harvey (NZL)      | 25.              |
| 66               | Dominika Włodarczyk (POL) | 5.               |

| AG Insurance-Soudal Team AGS | AG Insurance-Soudal Team AGS | AG Insurance-Soudal Team AGS |
| ---------------------------- | ---------------------------- | ---------------------------- |
| Nr.                          | Rytter                       | Placering                    |
| 71                           | Sarah Gigante (AUS)          | 1.                           |
| 72                           | Kimberley Le Court (MRI)     | 32.                          |
| 73                           | Anya Louw (AUS)              | 56.                          |
| 74                           | Gaia Masetti (ITA)           | 48.                          |
| 75                           | Julie Van de Velde (BEL)     | 8.                           |
| 76                           | Ally Wollaston (NZL)         | 46.                          |

| Team dsm-firmenich PostNL DFP | Team dsm-firmenich PostNL DFP | Team dsm-firmenich PostNL DFP |
| ----------------------------- | ----------------------------- | ----------------------------- |
| Nr.                           | Rytter                        | Placering                     |
| 81                            | Maeve Plouffe (AUS)           | DNF-2                         |
| 82                            | Francesca Barale (ITA)        | 11.                           |
| 83                            | Eleonora Ciabocco (ITA)       | 58.                           |
| 84                            | Abi Smith (GBR)               | 27.                           |
| 85                            | Franziska Koch (GER)          | 51.                           |
| 86                            | Nienke Vinke (NED)            | 2.                            |

| Team Coop-Repsol HPU | Team Coop-Repsol HPU    | Team Coop-Repsol HPU |
| -------------------- | ----------------------- | -------------------- |
| Nr.                  | Rytter                  | Placering            |
| 91                   | Camilla Rånes Bye (NOR) | DNF-2                |
| 92                   | Stine Dale (NOR)        | 81.                  |
| 93                   | India Grangier (FRA)    | 21.                  |
| 94                   | Stina Kagevi (SWE)      | 54.                  |
| 95                   | Mari Hole Mohr (NOR)    | 61.                  |

| Team BridgeLane TBL | Team BridgeLane TBL    | Team BridgeLane TBL |
| ------------------- | ---------------------- | ------------------- |
| Nr.                 | Rytter                 | Placering           |
| 101                 | Amanda Poulsen         | 79.                 |
| 102                 | Haylee Fuller (AUS)    | 64.                 |
| 103                 | Matilda Raynolds (AUS) | 36.                 |
| 104                 | Talia Appleton (AUS)   | 77.                 |
| 105                 | Gina Ricardo (AUS)     | 59.                 |
| 106                 | Lillee Pollock (AUS)   | 65.                 |

| Ara-Skip Capital ARA | Ara-Skip Capital ARA | Ara-Skip Capital ARA |
| -------------------- | -------------------- | -------------------- |
| Nr.                  | Rytter               | Placering            |
| 111                  | Sophie Edwards (AUS) | 35.                  |
| 112                  | Sophie Marr (AUS)    | 38.                  |
| 113                  | Keira Will (AUS)     | 82.                  |
| 114                  | Lucie Fityus (AUS)   | 41.                  |
| 115                  | Alli Anderson (AUS)  | DNF-2                |
| 116                  | Ella Simpson (AUS)   | 18.                  |

| Australien AUS | Australien AUS     | Australien AUS |
| -------------- | ------------------ | -------------- |
| Nr.            | Rytter             | Placering      |
| 121            | Sarah Roy          | 44.            |
| 122            | Nicole Frain       | 10.            |
| 123            | Elizabeth Stannard | 28.            |
| 124            | Darcie Richards    | 85.            |
| 125            | Emily Watts        | 23.            |

| St Michel-Mavic-Auber 93 AUB | St Michel-Mavic-Auber 93 AUB | St Michel-Mavic-Auber 93 AUB |
| ---------------------------- | ---------------------------- | ---------------------------- |
| Nr.                          | Rytter                       | Placering                    |
| 131                          | Alison Avoine (FRA)          | 68.                          |
| 132                          | Marion Bunel (FRA)           | 15.                          |
| 133                          | Roxane Fournier (FRA)        | 67.                          |
| 134                          | Victorie Guilman (FRA)       | 6.                           |
| 135                          | Dilyxine Miermont (FRA)      | 57.                          |
| 136                          | Elyne Roussel (FRA)          | 70.                          |

| Lifeplus Wahoo LPW | Lifeplus Wahoo LPW           | Lifeplus Wahoo LPW |
| ------------------ | ---------------------------- | ------------------ |
| Nr.                | Rytter                       | Placering          |
| 141                | Heidi Franz (USA)            | 19.                |
| 142                | Kaja Rysz (POL)              | 50.                |
| 143                | Karin Söderqvist (SWE)       | 43.                |
| 144                | Alicia González Blanco (ESP) | 60.                |
| 145                | Kate Richardson (GBR)        | 66.                |
| 146                | Kristýna Burlová (CZE)       | DNF-2              |

| Tashkent City Women Professional Cycling Team TCW | Tashkent City Women Professional Cycling Team TCW | Tashkent City Women Professional Cycling Team TCW |
| ------------------------------------------------- | ------------------------------------------------- | ------------------------------------------------- |
| Nr.                                               | Rytter                                            | Placering                                         |
| 151                                               | Olga Sabelinskaja (UZB)                           | 33.                                               |
| 152                                               | Yanina Kuskova (UZB)                              | 53.                                               |
| 153                                               | Madina Kakhkhorova (UZB)                          | 83.                                               |
| 154                                               | Margarita Misyurina (UZB)                         | 80.                                               |
| 155                                               | Sofiya Karimova (UZB)                             | DNF-2                                             |
| 156                                               | Nafosat Kozieva (UZB)                             | DNF-2                                             |

| FDJ-Suez FST | FDJ-Suez FST                | FDJ-Suez FST |
| ------------ | --------------------------- | ------------ |
| Nr.          | Rytter                      | Placering    |
| 1            | Grace Brown (AUS)           | 42.          |
| 2            | Nina Buysman (NED)          | 45.          |
| 3            | Coralie Demay (FRA)         | 71.          |
| 4            | Cecilie Uttrup Ludwig (DEN) | 9.           |
| 5            | Évita Muzic (FRA)           | 22.          |
| 6            | Gladys Verhulst (FRA)       | 62.          |

| Lidl-Trek LTK | Lidl-Trek LTK                   | Lidl-Trek LTK |
| ------------- | ------------------------------- | ------------- |
| Nr.           | Rytter                          | Placering     |
| 11            | Amanda Spratt (AUS)             | 4.            |
| 12            | Brodie Chapman (AUS)            | 24.           |
| 13            | Lauretta Hanson (AUS)           | 31.           |
| 14            | Ilaria Sanguineti (ITA)         | 69.           |
| 15            | Elynor Bäckstedt (GBR)          | 76.           |
| 16            | Felicity Wilson-Haffenden (AUS) | 84.           |

| Liv AlUla Jayco LAJ | Liv AlUla Jayco LAJ       | Liv AlUla Jayco LAJ |
| ------------------- | ------------------------- | ------------------- |
| Nr.                 | Rytter                    | Placering           |
| 21                  | Alexandra Manly (AUS)     | 39.                 |
| 22                  | Amber Pate (AUS)          | 37.                 |
| 23                  | Ella Wyllie (NZL)         | 7.                  |
| 24                  | Georgia Baker (AUS)       | 47.                 |
| 25                  | Georgie Howe (AUS)        | 49.                 |
| 26                  | Ruby Roseman-Gannon (AUS) | 14.                 |

| Human Powered Health HPH | Human Powered Health HPH      | Human Powered Health HPH |
| ------------------------ | ----------------------------- | ------------------------ |
| Nr.                      | Rytter                        | Placering                |
| 31                       | Audrey Cordon-Ragot (FRA)     | 78.                      |
| 32                       | Ruth Winder (USA)             | 16.                      |
| 33                       | Lily Williams (USA)           | 63.                      |
| 34                       | Henrietta Christie (NZL)      | DNS-2                    |
| 35                       | Katia Ragusa (ITA)            | 40.                      |
| 36                       | Kristabel Doebel-Hickok (USA) | 55.                      |

| Canyon-SRAM Racing CSR | Canyon-SRAM Racing CSR | Canyon-SRAM Racing CSR |
| ---------------------- | ---------------------- | ---------------------- |
| Nr.                    | Rytter                 | Placering              |
| 41                     | Neve Bradbury (AUS)    | 3.                     |
| 42                     | Tiffany Cromwell (AUS) | 34.                    |
| 43                     | Alex Morrice (GBR)     | 73.                    |
| 44                     | Soraya Paladin (ITA)   | 17.                    |
| 45                     | Alice Towers (GBR)     | 20.                    |

| Team Visma \| Lease a Bike TVL | Team Visma \| Lease a Bike TVL | Team Visma \| Lease a Bike TVL |
| ------------------------------ | ------------------------------ | ------------------------------ |
| Nr.                            | Rytter                         | Placering                      |
| 51                             | Linda Riedmann (GER)           | 52.                            |
| 52                             | Maud Oudeman (NED)             | 12.                            |
| 53                             | Rosita Reijnhout (NED)         | 13.                            |
| 54                             | Nienke Veenhoven (NED)         | 72.                            |
| 55                             | Mijntje Geurts (NED)           | 75.                            |
| 56                             | Lieke Nooijen (NED)            | 29.                            |

| UAE Team ADQ UAD | UAE Team ADQ UAD          | UAE Team ADQ UAD |
| ---------------- | ------------------------- | ---------------- |
| Nr.              | Rytter                    | Placering        |
| 61               | Safiya Al Sayegh (UAE)    | DNF-2            |
| 62               | Sofia Bertizzolo (ITA)    | 26.              |
| 63               | Eugenia Bujak (SLO)       | 30.              |
| 64               | Anastasia Carbonari (LAT) | 74.              |
| 65               | Mikayla Harvey (NZL)      | 25.              |
| 66               | Dominika Włodarczyk (POL) | 5.               |

| AG Insurance-Soudal Team AGS | AG Insurance-Soudal Team AGS | AG Insurance-Soudal Team AGS |
| ---------------------------- | ---------------------------- | ---------------------------- |
| Nr.                          | Rytter                       | Placering                    |
| 71                           | Sarah Gigante (AUS)          | 1.                           |
| 72                           | Kimberley Le Court (MRI)     | 32.                          |
| 73                           | Anya Louw (AUS)              | 56.                          |
| 74                           | Gaia Masetti (ITA)           | 48.                          |
| 75                           | Julie Van de Velde (BEL)     | 8.                           |
| 76                           | Ally Wollaston (NZL)         | 46.                          |

| Team dsm-firmenich PostNL DFP | Team dsm-firmenich PostNL DFP | Team dsm-firmenich PostNL DFP |
| ----------------------------- | ----------------------------- | ----------------------------- |
| Nr.                           | Rytter                        | Placering                     |
| 81                            | Maeve Plouffe (AUS)           | DNF-2                         |
| 82                            | Francesca Barale (ITA)        | 11.                           |
| 83                            | Eleonora Ciabocco (ITA)       | 58.                           |
| 84                            | Abi Smith (GBR)               | 27.                           |
| 85                            | Franziska Koch (GER)          | 51.                           |
| 86                            | Nienke Vinke (NED)            | 2.                            |

| Team Coop-Repsol HPU | Team Coop-Repsol HPU    | Team Coop-Repsol HPU |
| -------------------- | ----------------------- | -------------------- |
| Nr.                  | Rytter                  | Placering            |
| 91                   | Camilla Rånes Bye (NOR) | DNF-2                |
| 92                   | Stine Dale (NOR)        | 81.                  |
| 93                   | India Grangier (FRA)    | 21.                  |
| 94                   | Stina Kagevi (SWE)      | 54.                  |
| 95                   | Mari Hole Mohr (NOR)    | 61.                  |

| Team BridgeLane TBL | Team BridgeLane TBL    | Team BridgeLane TBL |
| ------------------- | ---------------------- | ------------------- |
| Nr.                 | Rytter                 | Placering           |
| 101                 | Amanda Poulsen         | 79.                 |
| 102                 | Haylee Fuller (AUS)    | 64.                 |
| 103                 | Matilda Raynolds (AUS) | 36.                 |
| 104                 | Talia Appleton (AUS)   | 77.                 |
| 105                 | Gina Ricardo (AUS)     | 59.                 |
| 106                 | Lillee Pollock (AUS)   | 65.                 |

| Ara-Skip Capital ARA | Ara-Skip Capital ARA | Ara-Skip Capital ARA |
| -------------------- | -------------------- | -------------------- |
| Nr.                  | Rytter               | Placering            |
| 111                  | Sophie Edwards (AUS) | 35.                  |
| 112                  | Sophie Marr (AUS)    | 38.                  |
| 113                  | Keira Will (AUS)     | 82.                  |
| 114                  | Lucie Fityus (AUS)   | 41.                  |
| 115                  | Alli Anderson (AUS)  | DNF-2                |
| 116                  | Ella Simpson (AUS)   | 18.                  |

| Australien AUS | Australien AUS     | Australien AUS |
| -------------- | ------------------ | -------------- |
| Nr.            | Rytter             | Placering      |
| 121            | Sarah Roy          | 44.            |
| 122            | Nicole Frain       | 10.            |
| 123            | Elizabeth Stannard | 28.            |
| 124            | Darcie Richards    | 85.            |
| 125            | Emily Watts        | 23.            |

| St Michel-Mavic-Auber 93 AUB | St Michel-Mavic-Auber 93 AUB | St Michel-Mavic-Auber 93 AUB |
| ---------------------------- | ---------------------------- | ---------------------------- |
| Nr.                          | Rytter                       | Placering                    |
| 131                          | Alison Avoine (FRA)          | 68.                          |
| 132                          | Marion Bunel (FRA)           | 15.                          |
| 133                          | Roxane Fournier (FRA)        | 67.                          |
| 134                          | Victorie Guilman (FRA)       | 6.                           |
| 135                          | Dilyxine Miermont (FRA)      | 57.                          |
| 136                          | Elyne Roussel (FRA)          | 70.                          |

| Lifeplus Wahoo LPW | Lifeplus Wahoo LPW           | Lifeplus Wahoo LPW |
| ------------------ | ---------------------------- | ------------------ |
| Nr.                | Rytter                       | Placering          |
| 141                | Heidi Franz (USA)            | 19.                |
| 142                | Kaja Rysz (POL)              | 50.                |
| 143                | Karin Söderqvist (SWE)       | 43.                |
| 144                | Alicia González Blanco (ESP) | 60.                |
| 145                | Kate Richardson (GBR)        | 66.                |
| 146                | Kristýna Burlová (CZE)       | DNF-2              |

| Tashkent City Women Professional Cycling Team TCW | Tashkent City Women Professional Cycling Team TCW | Tashkent City Women Professional Cycling Team TCW |
| ------------------------------------------------- | ------------------------------------------------- | ------------------------------------------------- |
| Nr.                                               | Rytter                                            | Placering                                         |
| 151                                               | Olga Sabelinskaja (UZB)                           | 33.                                               |
| 152                                               | Yanina Kuskova (UZB)                              | 53.                                               |
| 153                                               | Madina Kakhkhorova (UZB)                          | 83.                                               |
| 154                                               | Margarita Misyurina (UZB)                         | 80.                                               |
| 155                                               | Sofiya Karimova (UZB)                             | DNF-2                                             |
| 156                                               | Nafosat Kozieva (UZB)                             | DNF-2                                             |